# Winifred Cavendish-Bentinck, Duchess of Portland

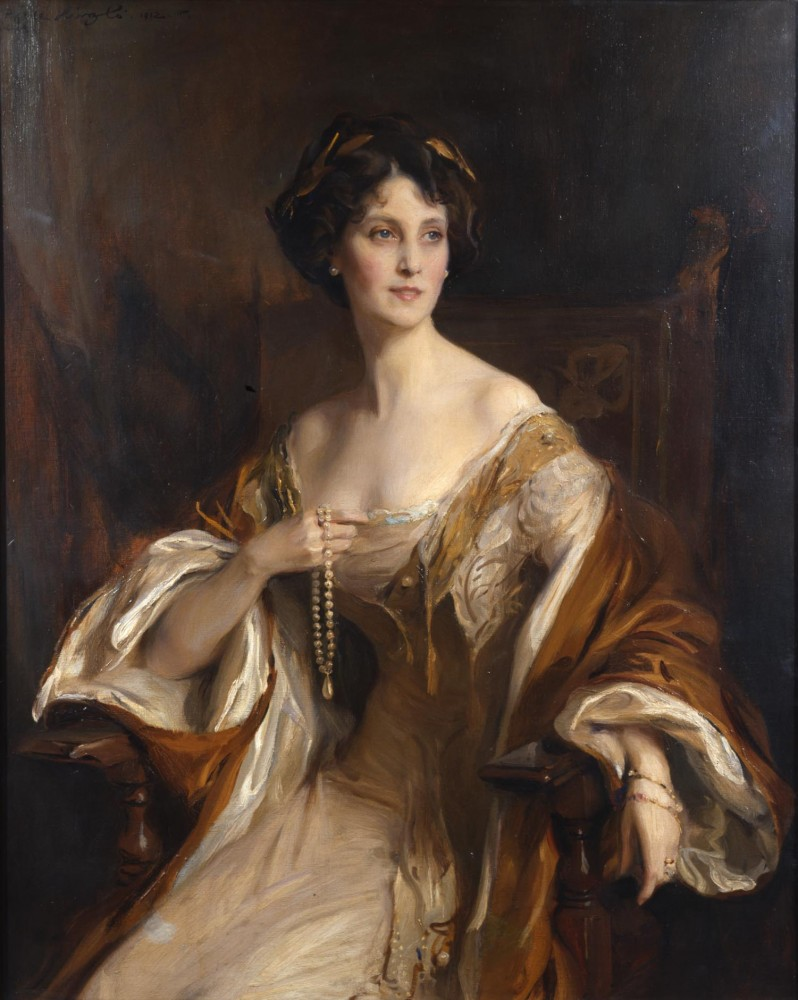
Philip Alexius de László: Winifred Cavendish-Bentinck, Duchess of Portland, Öl auf Leinwand, 1912

Winifred Anna Cavendish-Bentinck, Duchess of Portland DBE (geborene Dallas-Yorke, * 7. September 1863 auf Murthly Castle in Perthshire; † 30. Juli 1954 auf Welbeck Abbey in Nottinghamshire) war eine britische Adlige.

## Leben

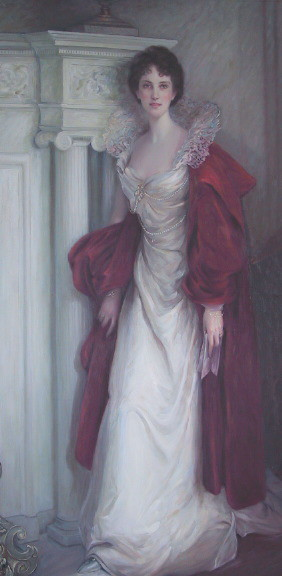
John Singer Sargent: Winifred Cavendish-Bentinck, Duches of Portland, Öl auf Leinwand, 1902

Winifred Anna war die Tochter des reichen Grundbesitzers Thomas Yorke Dallas-Yorke, Gutsherr von Walmsgate in Lincolnshire und seiner Ehefrau Frances Graham. Ihre Kindheit drehte sich um perfektes Benehmen und die gesellschaftliche Repräsentation, die sie im französischen Mädchen-Internat Les Ruches in Fontainebleau von Mademoiselle Marie Souvestre verfeinerte. Nach dem frühen Tod ihrer Eltern wurde sie zu einer der wohlhabendsten Erbinnen in Großbritannien.
Am 11. Juni 1889 heiratete Winifred Anna Dallas-Yorke in der St. George’s Church (Hanover Square) in der City of Westminster (London) den Peer William Cavendish-Bentinck, 6. Duke of Portland (1857–1943), Sohn von Lieutenant-General Arthur Cavendish-Bentinck und seiner ersten Frau Elizabeth Sophia Hawkins-Whitshed. Als dessen Gattin führte sie fortan den Höflichkeitstitel Duchess of Portland. Aus der Ehe, die allen Berichten zufolge glücklich verlief, gingen drei Kinder hervor:
- Lady Victoria Alexandrina Violet Cavendish-Bentinck (* 27. Februar 1890; † 8. Mai 1994) ⚭ 1918 Captain Michael John Erskine-Wemyss (1888–1982);
- William Cavendish-Bentinck, 7. Duke of Portland (* 16. März 1893; † 21. März 1977) ⚭ 1915 Ivy Gordon-Lennox (1887–1982);
- Lord Francis Morven Dallas Cavendish-Bentinck (* 27. Juli 1900; † 22. August 1950).

Nach ihrer Heirat mit dem 6. Duke of Portland, galt Winifred bald als herausragende High-Society-Lady in der Londoner Gesellschaft. Neben den gesellschaftlichen Verpflichtungen gehörte die Duchess of Portland dem Zirkel von Freunden des Prince of Wales und späteren König Eduard VII. und seiner Ehefrau Prinzessin Alexandra von Dänemark an. Ihre Tochter, die den Namen Victoria Alexandrina Violet zu Ehren der Königin Victoria und der Princess of Wales trug, war sogar deren Patenkind. Nach dem Tod König Eduards VII. war sie von 1913 bis 1925 Mistress of the Robes der Königinwitwe Alexandra.
Während ihrer Ehe engagierte sich die Duchess of Portland in mehreren karitativen Organisationen; ein großes Anliegen lag ihr an der Verbesserung der Lebensbedingungen der Arbeiter im Bergbau und deren Familien. Sie unterstützte aktiv auch den Tierschutz und hier insbesondere die Royal Society for the Prevention of Cruelty to Animals, deren Vize-Präsidentin sie war. Zeitweise fungierte sie auch als Justice of the Peace für Nottinghamshire.

## Orden und Ehrenzeichen
- 1935: Dame Commander des Order of the British Empire (DBE)[2]
- 1907: Lady of Grace des Order of St. John[3]
- Dame des Königlichen Marien-Louisen-Orden (Spanien)

## Sonstiges
Lady Ottoline Morrell war die Halbschwester ihres Ehemannes. Zu Bekanntheit brachte sie es vor allem durch ihre gesellschaftliche Rolle als Gastgeberin für einen Kreis von Schriftstellern und Künstlern um die Bloomsbury Group, sowie durch ihre Affären mit mehreren prominenten Zeitgenossen, unter anderem Bertrand Russell, Augustus John, Roger Fry und Dora Carrington.